# L'Innocent (film, 2022)
Pour les articles homonymes, voir Innocent.
Pour plus de détails, voir Fiche technique et Distribution.
L'Innocent est un film français co-écrit avec l’auteur Tanguy Viel et réalisé par Louis Garrel, sorti en 2022.
Le film débute alors qu'Abel apprend que sa mère Sylvie s'apprête à se marier avec un homme en prison, Michel. Il panique et sollicite l'aide de Clémence, sa meilleure amie afin d'essayer d'empêcher le mariage et de protéger sa mère. Mais la rencontre entre Abel et Michel change les plans.
Le film est présenté « hors compétition » au Festival de Cannes 2022.

## Synopsis
Sylvie (Anouk Grinberg), qui anime des ateliers de théâtre en prison, se marie avec Michel (Roschdy Zem), l'un des détenus. Cette décision est mal acceptée par son fils Abel (Louis Garrel), jeune veuf encore marqué par la mort de sa femme, car ce n'est pas la première fois que sa mère s'attache à un détenu et cela a toujours mal tourné. Très proche de Clémence (Noémie Merlant), ancienne meilleure amie de sa défunte épouse Maud, Abel travaille avec elle dans un aquarium.
À sa sortie de prison, Michel dit vouloir ouvrir un magasin de fleurs, mais il n'a pas les fonds nécessaires. Contrairement à sa mère, Abel soupçonne qu'il prépare un nouveau coup. Il le surveille discrètement et découvre des indices troublants, comme une arme cachée. En glissant dans son blouson le collier GPS du chien de Clémence, il parvient à confirmer que Michel planifie un braquage avec un complice, Jean-Paul.
Furieux, Abel confronte Michel, qui lui explique le plan : voler du caviar dans un camion pendant que le chauffeur déjeune dans son restaurant habituel. Depuis la salle, celui-ci garde un œil sur le véhicule, sauf sur l'arrière, non visible. Michel jure que l'opération est simple et sans danger. Malgré lui, Abel se retrouve embarqué dans l'affaire avec Clémence : ceux-ci doivent jouer une scène de ménage au restaurant afin de détourner l'attention du chauffeur et de le retarder.
Clémence distrait le chauffeur, ce qui permet à la fourgonnette de Michel et Jean-Paul de passer inaperçue. Comme son plat habituel n'est pas disponible, le chauffeur enchaîne directement avec le dessert. Pour gagner du temps à la suite de cet imprévu, Clémence lui demande de l'aide. Pendant leur fausse dispute, Abel avoue son amour à Clémence. Déstabilisé, il sort prendre l'air. Il aperçoit une voiture et pense que c'est la police. Inquiet, il revient chercher Clémence avant la fin du repas, sous prétexte d'un problème de baby-sitter.
Il s'agit en fait de complices de Jean-Paul, qui tente de doubler Michel. Clémence, cachée, prend la parole à distance en se faisant passer pour une policière, affirmant que les braqueurs sont encerclés. Des coups de feu éclatent, et Michel est blessé à la jambe. Il prend la fuite avec Abel, tandis que Clémence s'échappe avec la fourgonnette, qui contient maintenant le caviar.
Jean-Paul la prend en chasse, mais elle aperçoit une voiture de gendarmes stationnée à un carrefour et leur signale qu'un homme la suit. Jean-Paul s'enfuit. Clémence retourne à l'aquarium et cache le butin dans l'enclos des manchots.
Amené à l'hôpital par Abel, Michel prétend s'être blessé en bricolant, mais Sylvie n'est pas dupe. Une infirmière évoque la visite de son « fils », ce qui oblige Michel à révéler qu'il parlait d'Abel. Furieuse qu'il ait mis son fils en danger, Sylvie s'en va.
Lors de la livraison du caviar prévue une nuit dans un cimetière, Abel, envoyé par Michel, est arrêté. En garde à vue, il refuse de dénoncer ses complices. Il est incarcéré… et épouse Clémence en prison.

## Fiche technique
Sauf indication contraire, les informations mentionnées dans cette section peuvent être confirmées par la base de données cinématographiques IMDb,  présente dans la section « Liens externes ».
- Titre original : L'Innocent
- Réalisation : Louis Garrel
- Scénario : Louis Garrel, Tanguy Viel avec la collaboration de Naïla Guiguet
- Musique : Grégoire Hetzel
- Décors : Jean Rabasse
- Costumes : Corinne Bruand
- Photographie : Julien Poupard
- Son : Laurent Benaïm
- Montage : Pierre Deschamps
- Production : Anne-Dominique Toussaint ; coproduction : Olivier Père
- Sociétés de production : Les Films des Tournelles, Arte France Cinéma, Auvergne-Rhône-Alpes Cinéma, en association avec la SOFICA LBPI 15
- Société de distribution : Ad Vitam (France)
- Pays de production :  France
- Langue originale : français
- Format : couleur — 2,39:1 — son 5.1
- Genre : comédie
- Durée : 100 minutes
- Dates de sortie :
  - France : 24 mai 2022 (Festival de Cannes) ; 12 octobre 2022 (sortie nationale)
  - Belgique : 30 septembre 2022 (Festival international du film francophone de Namur) ; 12 octobre 2022 (sortie nationale)
  - Suisse romande : 26 octobre 2022
  - Québec : 3 novembre 2022 (Festival de films francophones Cinemania) ; 24 mars 2023 (en salles)

## Distribution
Sauf indication contraire, les informations mentionnées dans cette section peuvent être confirmées par la base de données cinématographiques IMDb,  présente dans la section « Liens externes ».
- Roschdy Zem : Michel Ferrand
- Anouk Grinberg : Sylvie Lefranc
- Noémie Merlant : Clémence Genièvre
- Louis Garrel : Abel Lefranc
- Jean-Claude Pautot : Jean-Paul
- Yanisse Kebbab : le chauffeur du camion transportant du caviar
- Léa Wiazemsky : le témoin du mariage de Sylvie
- Manda Touré : la femme à l'aquarium
- Jean-Claude Bolle-Reddat : Jean-Claude
- Laëtitia Clément : l'infirmière à l'hôpital

## Production

### Tournage
Le tournage a lieu à Lyon et dans sa métropole du 29 novembre 2021 au 22 janvier 2022, avec une pause pour Noël,. Quelques scènes sont tournées ailleurs, comme à Salaise-sur-Sanne (Isère), aux Échets (Ain) et à l'aquarium de Brest.
Lieux de tournage à Lyon :
- esplanade Fernand-Rude, Lyon 1er arrondissement
- place Saint Jean, 5ème arrondissement
- place Rouville, Lyon 1er
- quais de Saône[5]

## Accueil

### Accueil critique
En France, le site Allociné donne une moyenne de 4,1⁄5, après avoir recensé 35 critiques de presse.
En France, la critique est globalement très positive à l'égard du film. Pour la critique de La Voix du Nord, le film est une vraie réussite : « Louis Garrel, acteur et réalisateur, signe un formidable film de casse et réussit le croisement audacieux entre la chronique familiale, le polar burlesque et la comédie romantique. Qu'est-ce que c'est drôle ! ».
Le Journal du dimanche va dans ce sens en déclarant : « Un braquage rocambolesque et jouissif, fort de ses six personnages, tous bien inspirés, tour à tour loufoques, perspicaces, émouvants » ; Le Parisien s'exprime ainsi : « Louis Garrel mélange ici comédie sentimentale, polar et film d'espionnage, et nous régale avec des séquences hilarantes et d'autres, hyper inspirées, éperdument romantiques ».
Pour le site Bande à part (magazine), « tout au long de ce récit, qui oscille habilement entre le thriller, le film de casse, la romcom et la comédie, cet Œdipe manifestement non résolu engendrera des schémas de reproduction inconscients, dont Louis Garrel s'amuse follement. », et de rajouter, « du scénario parfaitement huilé, (...), à la mise en scène souvent inventive, en passant par les dialogues hilarants et le jeu épatant de chaque comédien (...), tout ici respire le plaisir de faire du cinéma, la joie de jouer ».
Tout en sobriété, le site Écran Large conclut sa critique ainsi : « En investissant le genre du film de braquage et en le faisant avec un joli sens de l'artisanat et un beau plaisir du jeu, Louis Garrel signe avec L'Innocent une comédie vive, réjouissante, et parfois même bouleversante ».
Pour Les Fiches du cinéma, « le quatrième long métrage de Louis Garrel, dont le point de départ est autobiographique, prend les atours d'une comédie policière brillante et enlevée, servie par une interprétation virtuose, et portée par un sens affûté de la mise en scène. ». Pour Première, « L'Innocent est un film irrésistible d’espièglerie, d'intelligence et de classe où, alors que rien n'est vraisemblable, on a envie de croire à tout. ». Pour le site aVoir-aLire, « Quand Louis Garrel sort de sa zone de confort, cela donne une comédie sincère, rafraîchissante et pleine d'inventivité. Un très joli moment de cinéma. ». L'Obs donne trois étoiles sur quatre, avec une critique vraiment positive sur le film et sur Louis Garrel.

### Box-office
Pour son premier jour d'exploitation en France, L'Innocent réalise 32 765 entrées (dont 12 713 en avant-première), pour 353 copies. Le film se classe quatrième du box-office des nouveautés, derrière Jack Mimoun et les secrets de Val Verde (46 841) et devant Halloween Ends (29 837). Au bout d'une semaine d'exploitation, le film réalise 192 906 entrées, le plaçant quatrième du box-office, derrière Jack Mimoun (257 163) et devant Halloween Ends (187 689). En deuxième semaine, le long métrage réalise 157 119 entrées supplémentaires, pour une septième place au classement, derrière Smile (175 876) et devant Samouraï Academy (152 842).
| Pays ou région | Box-office       | Date d'arrêt du box-office | Nombre de semaines |
| -------------- | ---------------- | -------------------------- | ------------------ |
| France         | 725 806 entrées, | 24 janvier 2023            | 15                 |
| Total mondial  | 5 155 434 $      | -                          | -                  |

## Distinctions

### Récompenses
- Festival international du film francophone de Namur 2022 : Bayard du meilleur scénario[22]
- César 2023 : 
  - Meilleure actrice dans un second rôle pour Noémie Merlant
  - Meilleur scénario original
- Festival du film de Cabourg 2023[23],[24] :
  - Swann de la meilleure actrice pour Noémie Merlant
  - Swann du meilleur acteur pour Louis Garrel

### Nominations
- César 2023 :
  - Meilleur film
  - Meilleure réalisation
  - Meilleur acteur pour Louis Garrel
  - Meilleure actrice dans un second rôle pour Anouk Grinberg
  - Meilleur acteur dans un second rôle pour Roschdy Zem
  - Meilleurs costumes
  - Meilleur montage
  - Meilleur son
  - Meilleure musique originale
  - César des lycéens

### Sélections
- Festival de Cannes 2022 : sélection officielle, hors compétition[25]
- Festival du film de Jérusalem 2022
- Festival du film francophone d'Angoulême 2022
- Festival international du film de Saint-Sébastien 2022
- Festival du film de Zurich 2022
- Festival du cinéma francophone de Málaga 2022
- Festival Lumière 2022 : film d'ouverture[26]
- Festival international du film de Rome 2022
- Festival international du film de Bergen 2022
- Festival de films francophones Cinemania 2022
- Festival du film français Alliance française 2023 (Australie)
- Festival international du film de Shanghai 2023